# Nintendo DS Lite
Nintendo DS Lite (jap. ニンテンドーDS Lite Nintendō Dīesu Raito; skr. NDS Lite, DS Lite albo Lite) – dwuekranowa przenośna konsola gier wideo produkcji Nintendo. Jest lżejsza i cieńsza od swej poprzedniczki Nintendo DS, a swoją stylistyką przypomina inną konsolę Nintendo – Wii. Konsola została wycofana ze sprzedaży w 2011 roku.

Logo konsoli

Zapowiedziana 26 stycznia 2006 konsola swą premierę miała 2 marca tegoż roku w Japonii. Oprócz Japonii obecna w sprzedaży w takich krajach jak: Korea, Nowa Zelandia, Singapur, Chiny (gdzie znana jest pod nazwą iQue DS), Australia oraz regionach: Ameryka Północna, Europa, Bliski Wschód i w niektóre rejony Afryki. Do lipca 2007 sprzedano ponad 28 milionów egzemplarzy na całym świecie.

## DS a DS Lite

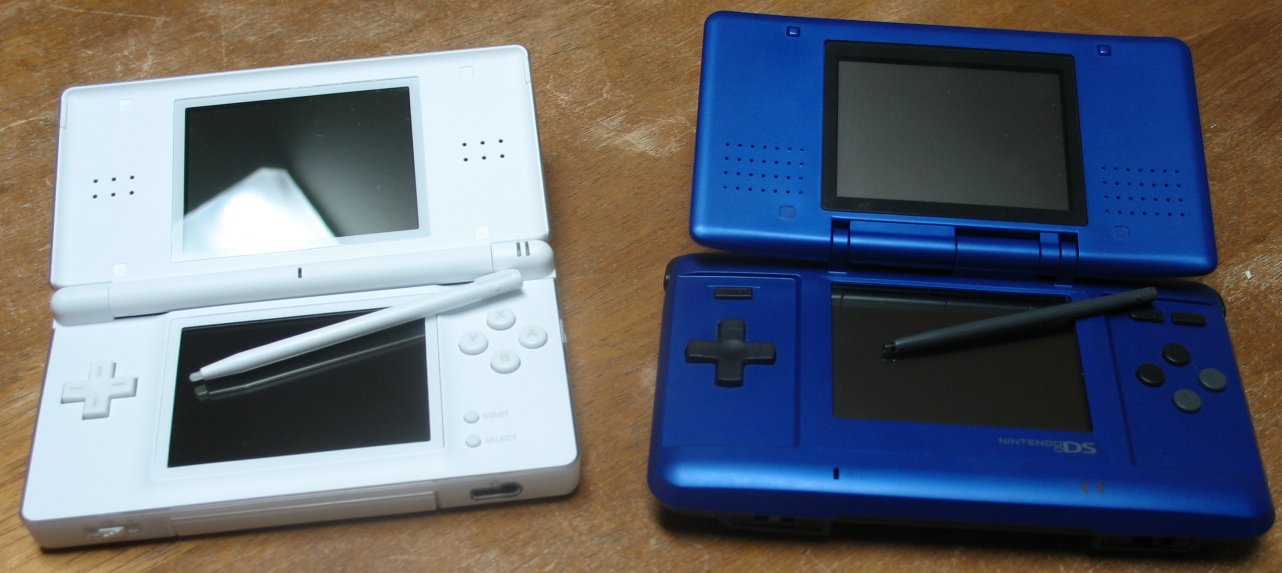
Nintendo DS Lite (po lewej) i Nintendo DS (po prawej)

Funkcjonalność konsoli nie uległa zmianom, które objęły przede wszystkim kształt i wykończenie konsoli, rozmieszczenie przycisków i podświetlenie ekranów. Znacząco zmieniły się wymiary, waga i czas pracy, pozostałe cechy pozostały prawie bez zmian.
Nowa stylistyka oraz wymiary
- zmniejszenie konsoli (różnica procentowa):
  - wymiary: 133 mm × 73,9 mm × 21,5 mm (ok. 21%),
  - masa: 218 g (ok. 42%)
- rozplanowanie przycisków: mniejszy D-pad, przemieszczenie przycisków START i SELECT,
- suwak zasilania zamiast przycisku oraz przeniesienie mikrofonu na środek, pod górny ekran,
- większy i grubszy rysik oraz osłonka na SLOT-2 (slot gier GBA);

Nowe elementy
- ekrany o żywszych, nierozmytych kolorach (niezgodne wstecz z żadną wcześniejszą wersją NDS czy GBA) i szerszym zakresie widoczności pionowej,
- nowszy układ zarządzania zasilaniem umożliwiający zawierający regulację intensywności podświetlenia ekranów (cztery stopnie) i zintegrowany wzmacniacz dźwięku,
- zwiększona żywotność baterii (z 850 mAh do 1000 mAh) przez co czas działania konsoli wydłużył się od 5-8 godzin przy najmocniejszym podświetleniu, aż do 15-19 godzin przy najsłabszym przy stosowaniu oryginalnych kartridżów DS,
- nowszy kontroler WiFi oraz ekranu dotykowego (zgodne z poprzednikami).

DS Lite posiada oznaczenie fabryczne USG-001.

## Kolorystyka

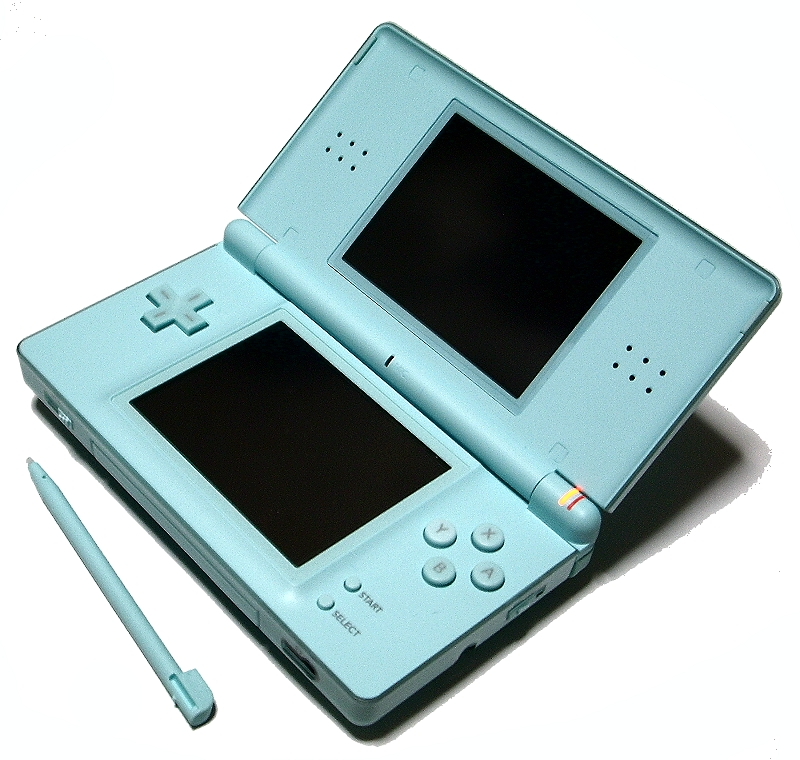
Nintendo DS Lite w kolorze Ice Blue

W Europie od początku można było kupić dwie wersje kolorystyczne Nintendo DS Lite: Stylish White oraz Smart Black, której dostępność była pierwotnie mocno ograniczona. 27 października udostępniono również różową kolorystykę – Coral Pink.
2 marca 2006 w Japonii miały pojawić się trzy wersje kolorystyczne: Crystal White (biała), Ice Blue (błękitna) i Enamel Navy (granatowa). Dwie ostatnie weszły jednak z pewnym opóźnieniem 11 marca 2006. Jeszcze w tym samym roku, odpowiednio 20 czerwca 2006 oraz 2 września 2006 do japońskich sklepów trafiły dwa nowe kolory: Noble Pink (różowy) i Jet Black (czarny). 30 maja 2007 roku Nintendo zapowiedziało dwa nowe kolory: Gloss Silver (srebrny) oraz Metallic Rose (metaliczny róż), które weszły do sprzedaży w Japonii 23 czerwca 2007 roku i Korei 7 czerwca 2007.
W Ameryce Północnej w dniu premiery dostępna była jedynie wersja biała (Polar White). Dopiero 12 września 2006 ukazały się dwa kolejne kolory: Onyx (czarny) i Coral Pink (różowy). 21 sierpnia 2007 w amerykańskich sklepach pojawiły się czerwono-czarne urządzenia sprzedawane wyłącznie jako zestaw z grą Brain Age 2: More Training in Minutes a Day!.
W Australii z początku również dostępna była tylko wersja biała. Kolejne dwie, Onyx i Coral Pink, wychodziły kolejno 21 września i 2 grudnia 2006. Wersja różowa dostępna była w zestawie z grą Nintendogs: Dalmatian & Friends. 19 sierpnia 2007 zadebiutował kolor Ice Blue, dotychczas obecny wyłącznie w Japonii.

## Premiery na świecie
| Region       | Region       | Data            | Uwagi             |
| ------------ | ------------ | --------------- | ----------------- |
| Europa       | Europa       | 23 czerwca 2006 |                   |
| Azja         | Japonia      | 2 marca 2006    |                   |
| Azja         | Chiny        | 12 czerwca 2006 | jako iQue DS Lite |
| Azja         | Korea Płd.   | 20 lipca 2007   |                   |
| Ameryka Płn. | Ameryka Płn. | 11 czerwca 2006 |                   |
| Australia    | Australia    | 1 czerwca 2006  |                   |

## Sprzedaż
| Stan na dzień        | Japonia   | Ameryka  | Reszta świata | Razem     |
| -------------------- | --------- | -------- | ------------- | --------- |
| 31 marca 2006[11]    | 0,58 mln  | 0        | 0             | 0,58 mln  |
| 30 czerwca 2006[12]  | 2,72 mln  | 0,68 mln | 0,76 mln      | 4,15 mln  |
| 30 września 2006[13] | 4,97 mln  | 2,23 mln | 1,86 mln      | 9,06 mln  |
| 31 grudnia 2006[14]  | 7,89 mln  | 4,84 mln | 4,60 mln      | 17,33 mln |
| 31 marca 2007[15]    | 9,48 mln  | 6,41 mln | 5,96 mln      | 21,85 mln |
| 30 czerwca 2007[4]   | 11,56 mln | 8,81 mln | 8,32 mln      | 28,43 mln |
Przez kolejne lata sprzedaż była kontynuowana, do końca marca 2014 sprzedano 93,86 miliona egzemplarzy.